# Антоний (Стаховский)
Митрополит Антоний (в миру — Андрей Георгиевич Стаховский; 1671 (1672), Репки — 27 марта 1740, Тобольск) — архиепископ Черниговский, префект Черниговского коллегиума, митрополит Тобольский и всея Сибири.
В 1984 году причислен к лику святых Русской православной церкви в составе Собора сибирских святых.

## Биография
Родился в селе Репки на Черниговщине в семье священника из шляхетского рода. Ориентировочно в 1693—1695 годы обучался в Киевской духовной академии. В период обучения принял монашеский постриг с именем Антоний. В 1699 году был назначен казначеем Черниговской епархии, а в 1700 году — наместником черниговского Борисоглебского монастыря. С 1701 года Антоний стал проповедником Черниговской епархии.
В 1709 году возведен в сан архимандрита и стал настоятелем Новгородского Северского Спасо-Преображенского монастыря. 20 сентября 1713 года в Успенском соборе Московского Кремля хиротонисан во епископа Черниговского с возведением в сан архиепископа.
В августе 1720 года был вызван в столицу по делу о видении иеромонаха Порфирия, которого Антоний отказался лишить сана, несмотря на требования князя Меншикова. 5 марта 1721 года указом императора Петра I архиепископ Антоний переведён на Тобольскую кафедру с возведением в сан митрополита Сибирского и Тобольского. 7 декабря 1721 года прибыл в Тобольск. За 20 лет своего пребывания в Сибири Антоний много занимался просветительской и миссионерской деятельностью. Миссионеры направлялись Антонием на Камчатку и в Китай. Для проповеди христианства в Китае в 1725 году при Вознесенском монастыре в Иркутске была открыта специальная русско-монгольская школа.
Антоний расширил в Тобольске Славяно-русскую школу, ввел в ней преподавание латинского языка, поднял общий образовательный уровень, увеличив срок обучения до шести лет. В результате число учеников быстро возросло. При нём были возведены новые храмы и монастыри. К концу его правления в епархии насчитывалось двести шестьдесят пять церквей, четырнадцать мужских и шесть женских монастырей. При нём впервые в Сибири на Тагильском заводе для Софийского собора был отлит большой колокол в 1011 пудов.
Умер в 27 марта 1740 года, в возрасте около 70 лет. Похоронен в Софийском соборе Тобольска. После него осталась обширная библиотека, приобретённая позднее для Тобольской семинарии митрополитом Антонием (Нарожицким).

## Сочинения
- «Зерцало от Божественного Писания» (1705 год), написано силлабическими стихами. Содержит виршу гетману Мазепе.
- «Сказание о Священном Писании» (1705 год)

По указанию митрополита Антония и под его руководством в 1716 году был сделан перевод с латинского «Истории» Тита Ливия.